# Oldenlandia thysanota
Oldenlandia thysanota là một loài thực vật có hoa trong họ Thiến thảo. Loài này được (Halford) Halford mô tả khoa học đầu tiên năm 1992.